# Sundbyfortet

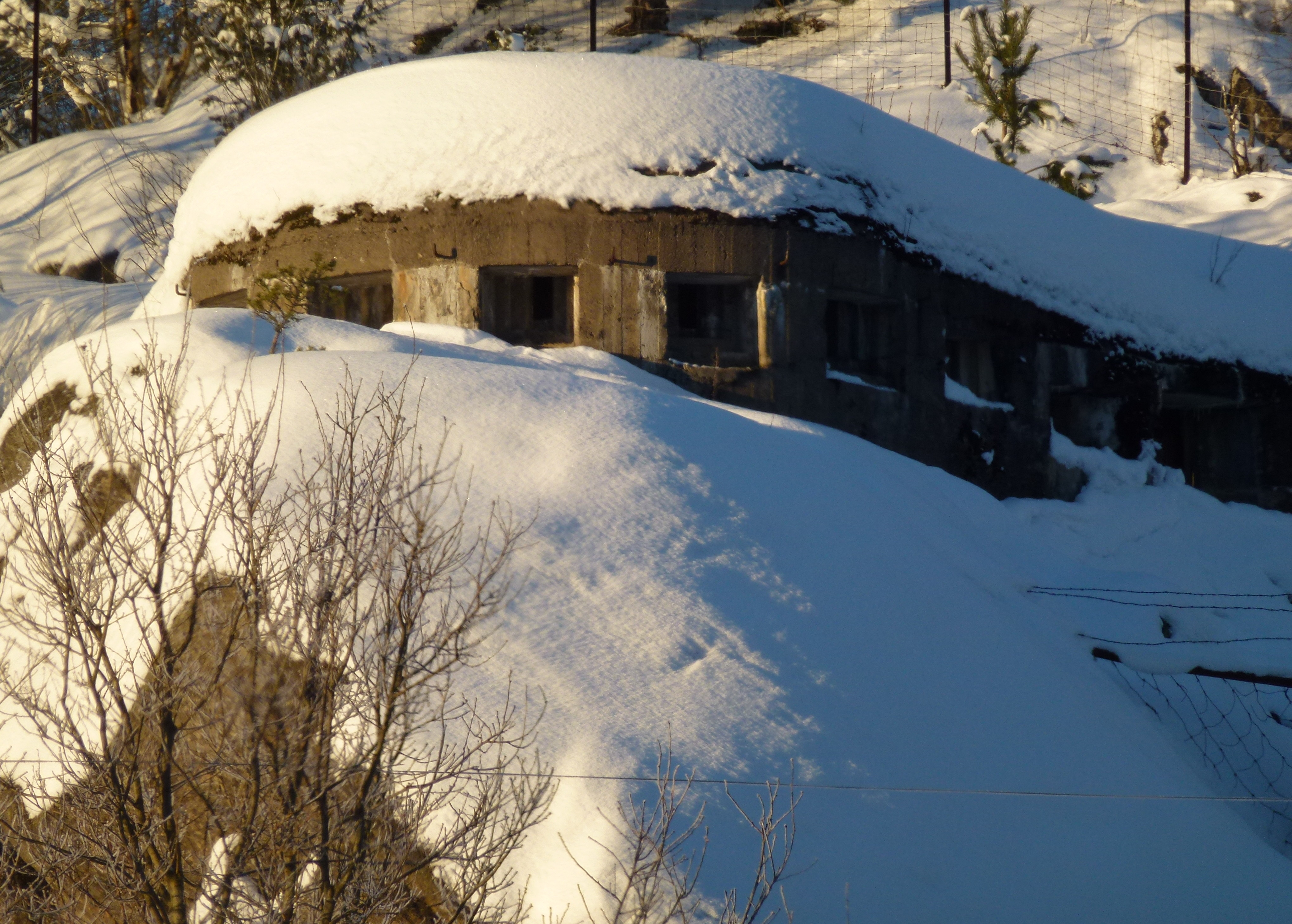
Sundbyfortet i januari 2013.

Sundbyfortet (även kallad “Örnnästet”) var en försvarsanläggning som ligger vid södra viken av sjön Orlången i Huddinge kommun, strax söder om Sundby gård, inte långt från Gladö kvarn. Fortet ingick i den Södra Fronten som anlades strax före och under första världskriget och som skulle skydda Stockholm från ett fientligt angrepp söderifrån. 
Södra Fronten och Norra Fronten, även kallad Korvlinjen, var en viktig del av Stockholms fasta försvar och ingick i försvarsorganisationen fram till 1952.

## Bakgrund
Kring sekelskiftet 1900 kom ett nytt försvarspolitiskt tänkande då centralförsvaret avlöstes av ett gräns- och kustförsvar.
Man utnyttjade de sjösystem som omger Stockholm och säkrade passagerna mellan dem med ett 30-tal befästningar av varierande storlek. Försvarslinjen kallades på grund av sitt utseende för Korvlinjen. Bygget finansierades av privatpersoner som samlades i "Föreningen för Stockholms fasta försvar" och "Palmqvistska fonden till Stockholms befästande". Själva byggarbetena utfördes av militär, som stod under civil ledning. Sedan skänktes anläggningarna till militären. Försvarslinjen ingick i försvarsorganisationen fram till 1952. 
Befästningsanordningarna på land söder om Stockholm utgjordes huvudsakligen av skyttevärn och batteriplatser i en linje från Erstaviken i öst till Flottsbro i väst.

## Fortet
Sundbyfortet skulle täcka Sundbypasset vid södra sidan om Orlången. Anläggningen utformades som en V-formad så kallad infanterikorv och var färdig 1915. Namnet "korv" härrör från den halvrunda takkonstruktionen i betong som slingrade sig som en korv genom landskapet. Sundbyfortet placerades högt upp på en klipphylla och fick därför öknamnet “örnnästet”. Arbetare från Södermalm kom dagligen på lastbilsflak till byggarbetsplatsen. Via en liten hissanordning transporterades hinkar med bruk och betong upp på berget. Marken för bygget uppläts av ägaren till närbelägna Sundby gård, han bidrog även med pengar. Ovanför fortet grävdes även skyttegravar. 
När Sundbyfortet stod klar kom dåvarande kronprinsen (sedermera Gustaf VI Adolf) för att inviga anläggningen. Fortet kom aldrig till användning annat än för övningar. Fram till år 1999 ägdes anläggningen av staten, därefter blev den privatägd. Fortet skulle bemannas med en pluton (brukar bestå av 20-40 soldater) och fyra kulsprutor. Numera ligger fortet på privat mark intill Ebbadalsvägen, inte långt från Lännavägen.

## Bilder

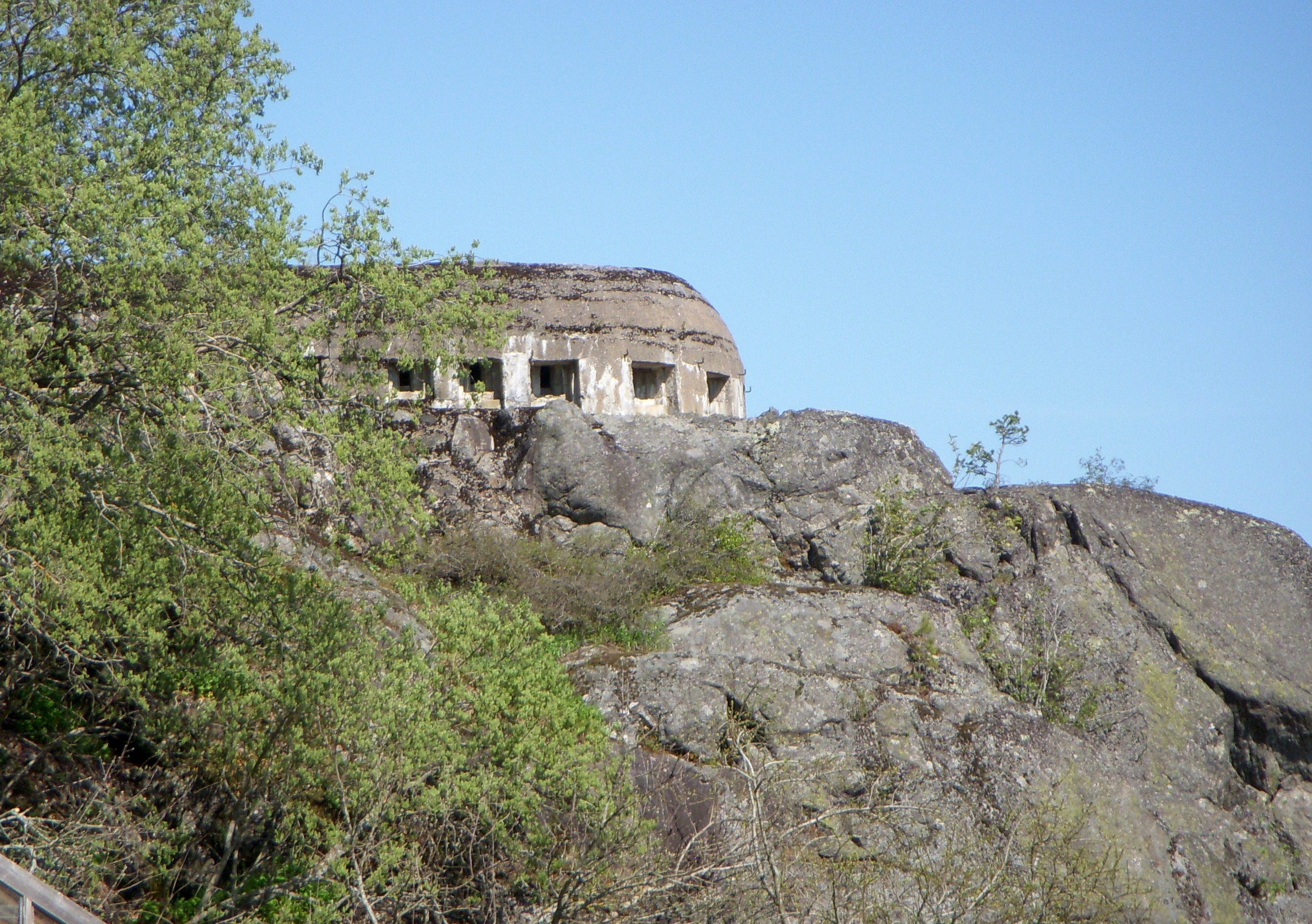
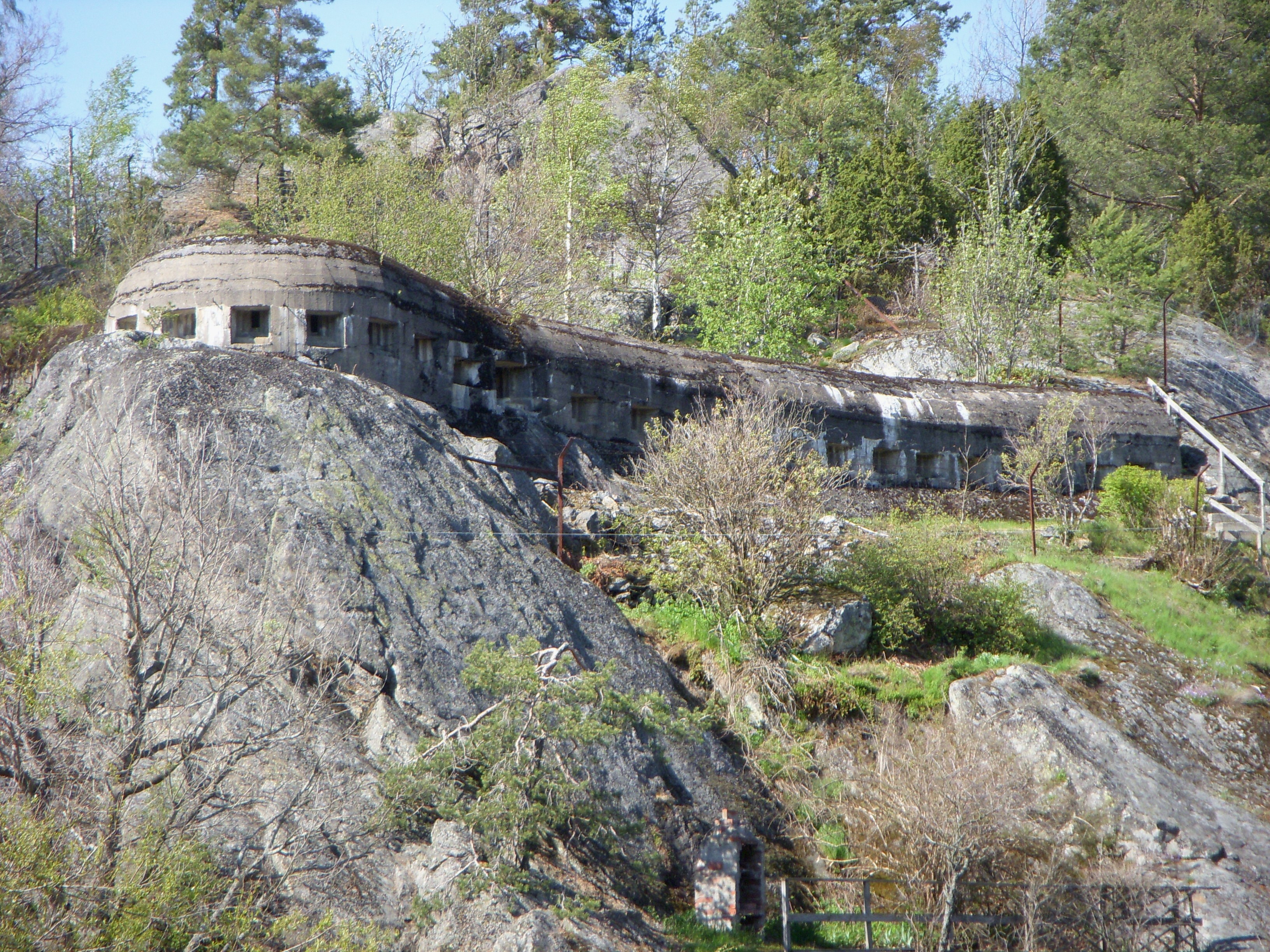
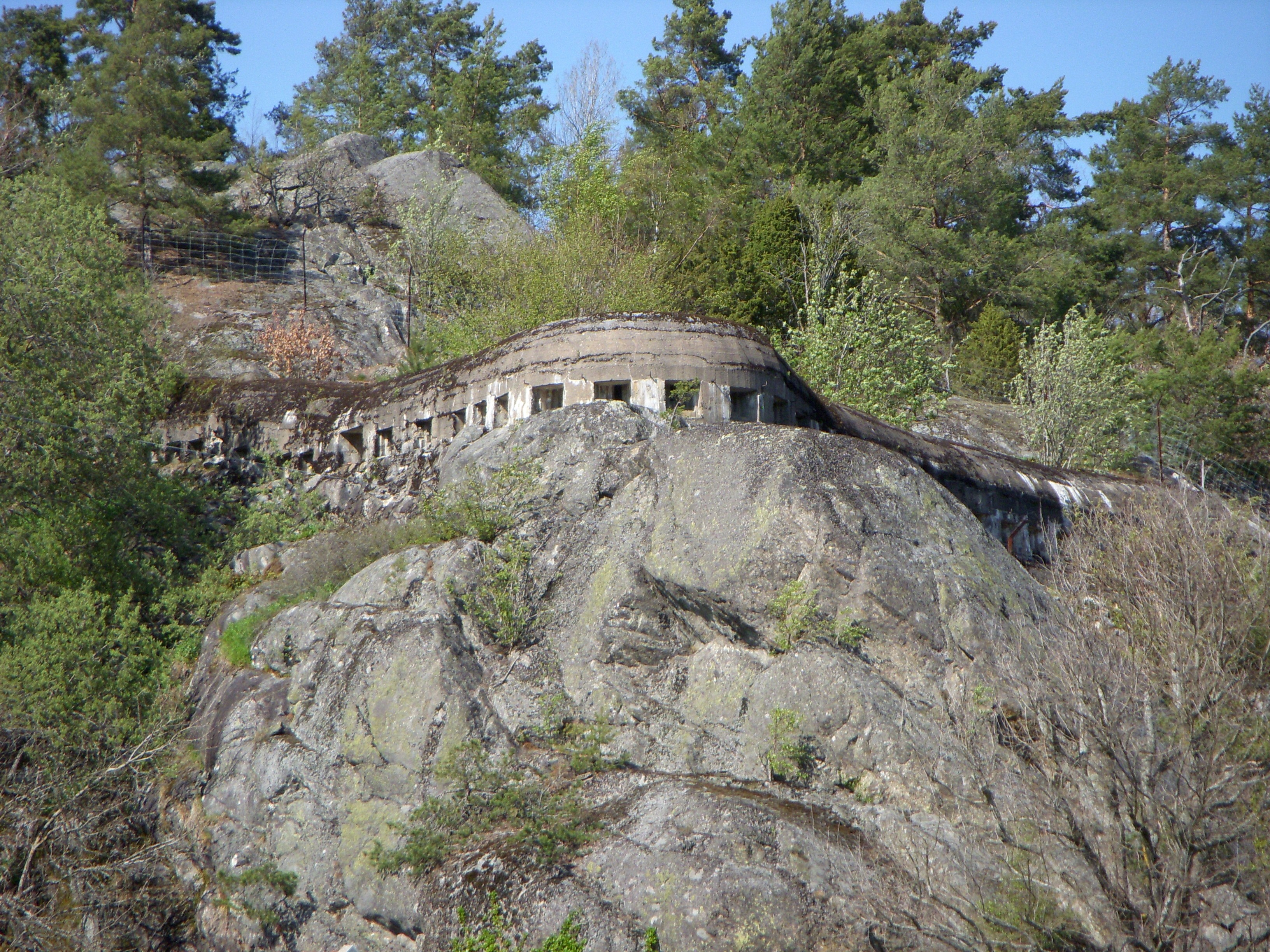
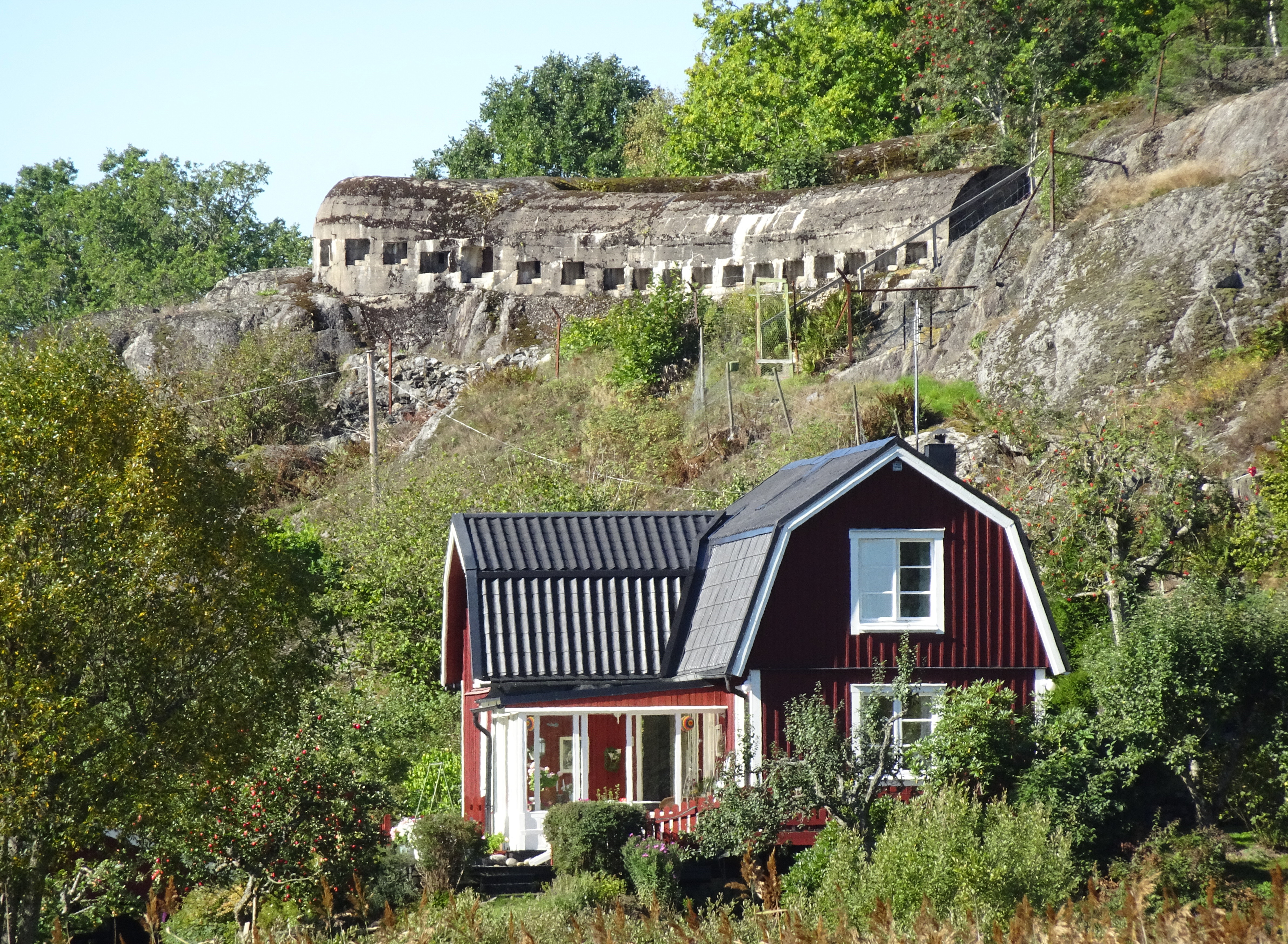